# Kosarzyska (Gorce)
Kosarzyska – polana na bocznym grzbiecie odbiegającym od Przysłopu w południowym kierunku do doliny Ochotnicy w Gorcach. Kosarzyska znajdują się na nim powyżej schroniska Gorczańska Chata „GOCHA” (d. Hawiarska Koliba), a poniżej szczytu Przehybka. Stoki wschodnie opadają do doliny potoku Jamne, stoki zachodnie do doliny potoku Jaszcze (obydwa są prawobrzeżnymi dopływami Ochotnicy). Dawniej na Kosarzyskach były pastwiska z licznymi zabudowaniami pasterskimi. Po II wojnie światowej stopniowo pasterstwo było zmniejszane. Niektóre szałasy uległy zniszczeniu, część polan została zalesiona, na niektórych w dalszym ciągu kontynuowany jest wypas.
Z Kosarzysk widoki rozlegają się nie tylko na pobliskie szczyty Gorców, ale również Beskid Sądecki, Pieniny i Tatry. Na skraju górnej polany pod lasem znajduje się kapliczka Jasińskich.
Kosarzyska znajdują się poza głównym obszarem Gorczańskiego Parku Narodowego, ale na ich zachodnich zboczach znajduje się jego enklawa, tzw. Mechów Las. Należą do wsi Ochotnica Górna w województwie małopolskim, w powiecie nowotarskim, w gminie Ochotnica Dolna.
Nazwa pochodzi z języka wołoskiego (por. rum. coşar – „stodoła, obora”), na Podhalu i w Beskidach polskich koszar oznacza „przenośną zagrodę dla owiec”.

## Szlaki turystyki pieszej
Ochotnica Górna – dolina potoku Jamne – Gorczańska Chata – Kosarzyska – Przysłop Dolny – skrzyżowanie ze szlakiem zielonym. Odległość 7,1 km, suma podejść 600 m, czas przejścia 2 godz. 15 min, z powrotem 1 godz. 45 min.

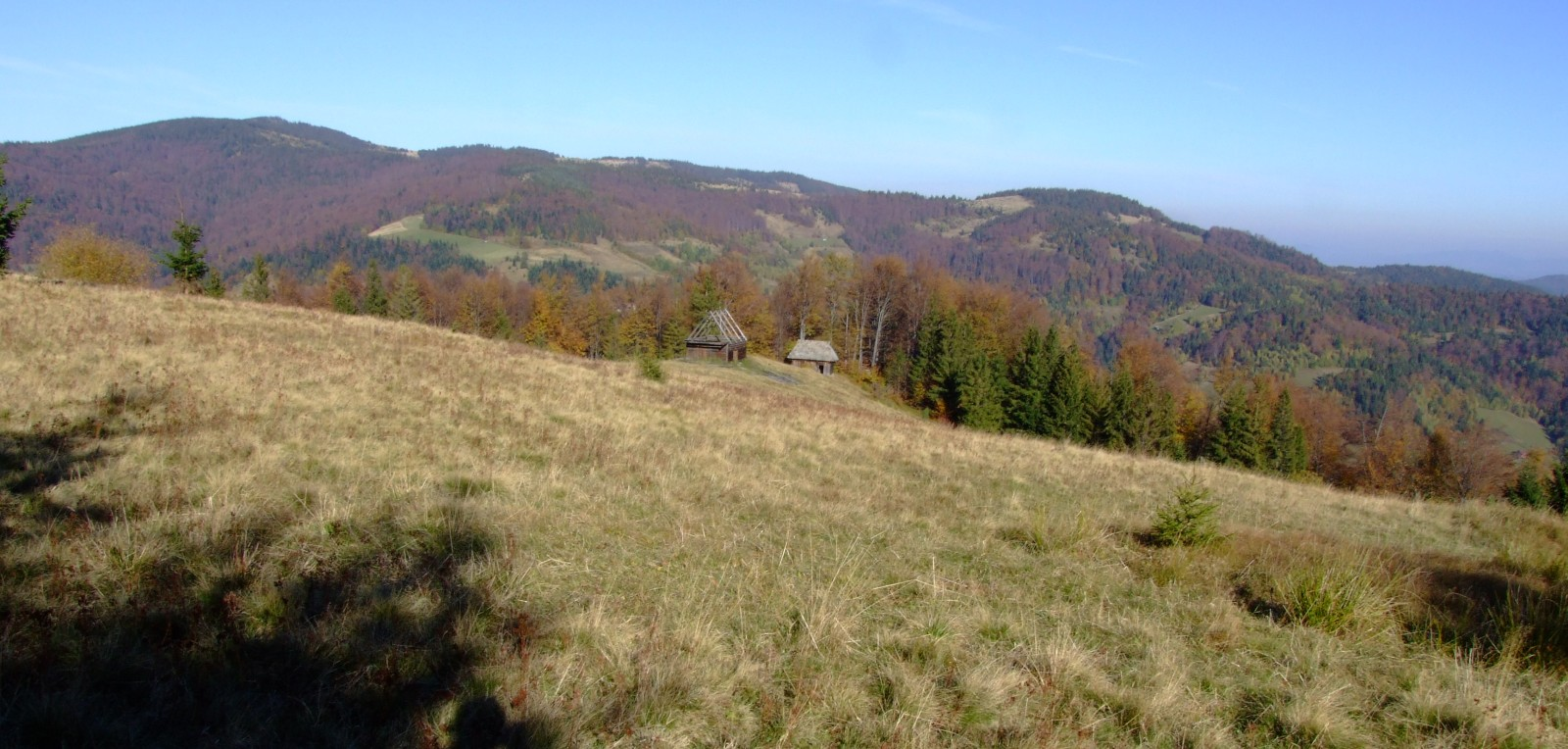
Kosarzyska i widok na Gorc
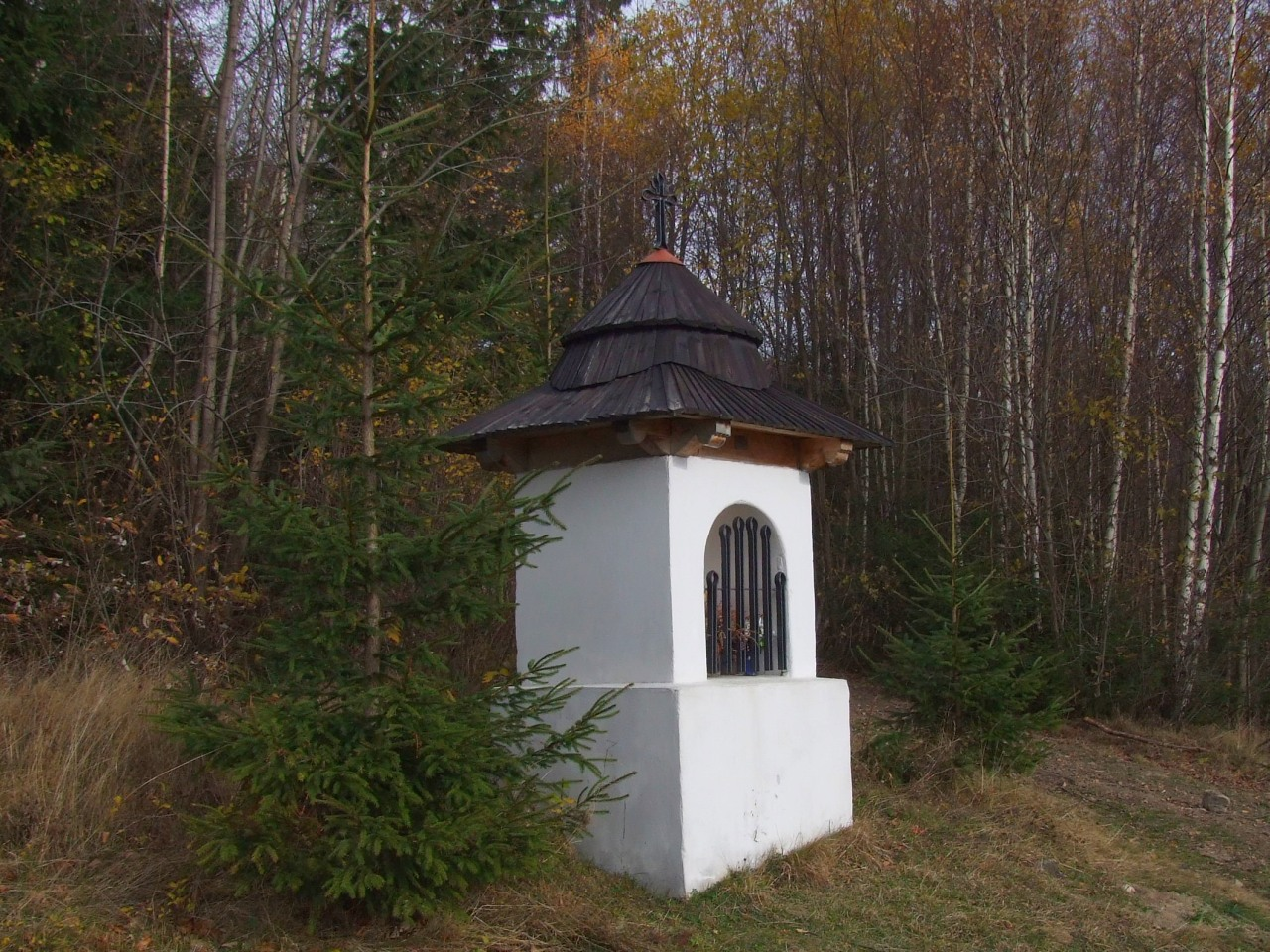
Kapliczka Jasińskich na skraju polany
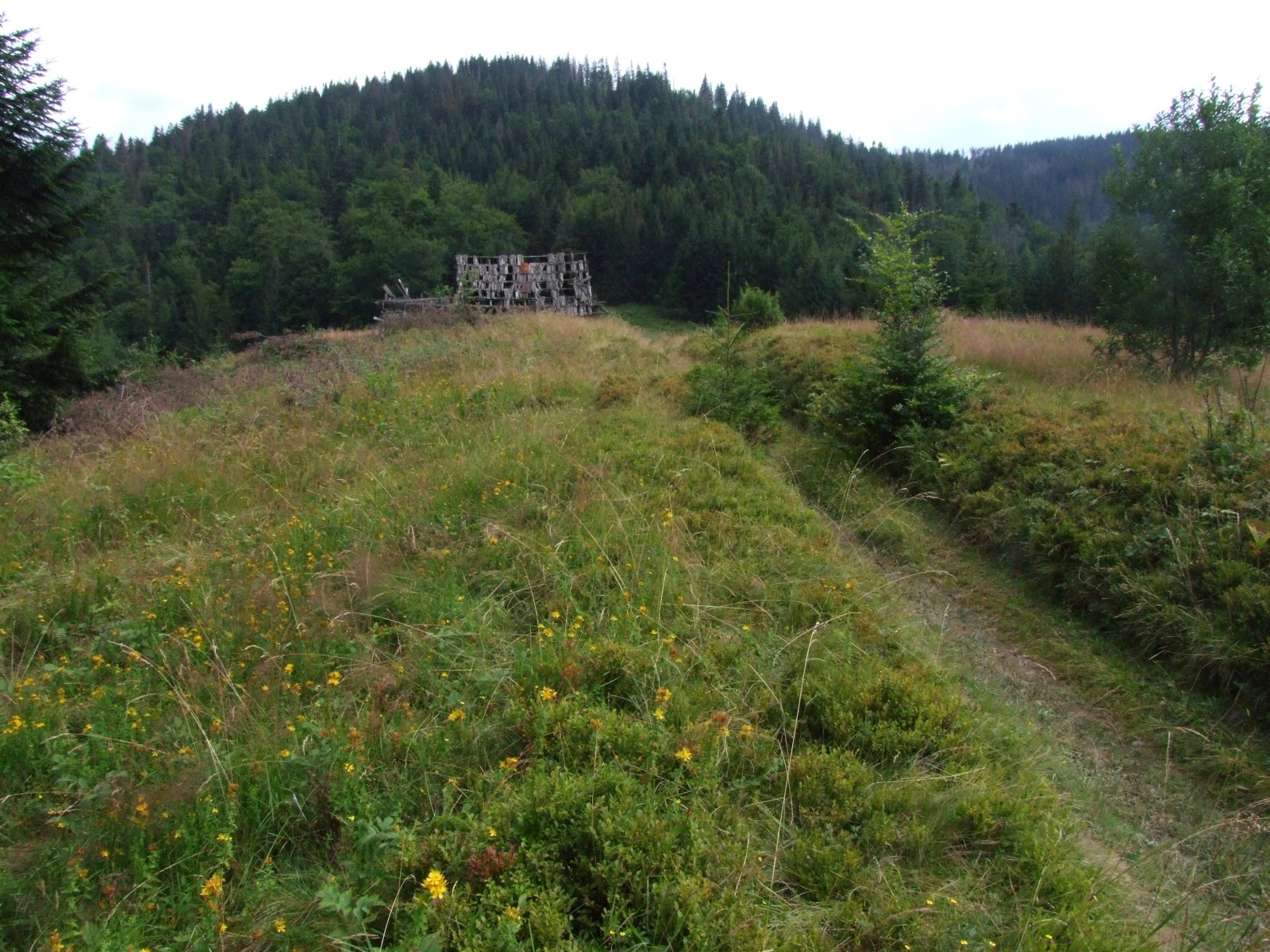
Kosarzyska